# Friedrich Karst
Friedrich Karst (geboren am 19. August 1891 in Barmen; gestorben am 16. Juni 1973) war ein deutscher Kriminalpolizist. 1946–1948 war er der erste Leiter des Landeskriminalamts Nordrhein-Westfalen. Karst beteiligte sich wie seine drei Amtsnachfolger Friederich D’heil, Oskar Wenzky und  Günter Grasner an nationalsozialistischen Gewaltverbrechen.

## Leben
Karst absolvierte nach dem Besuch der Volksschule eine Lehre als Bandwirker. Am Ersten Weltkrieg nahm er von 1914 bis Kriegsende teil, schied im Januar 1919 aus der Armee mit dem Dienstgrad eines Vizefeldwebels aus und trat in den Polizeidienst in Barmen ein. In diesem Jahr war er einige Monate Mitglied der SPD. 1920 erfolgte seine Versetzung zur Kriminalpolizei, für die er bis 1946 in Barmen und Wuppertal tätig war. Nach diversen Ausbildungslehrgängen zum Kriminalbeamten arbeitete er ab 1926 vorwiegend im Erkennungsdienst, Kartei- und Nachrichtenwesen. Dieser Bereich diente nicht nur zur Aufklärung begangener Straftaten, sondern in zunehmendem Maße der sog. „vorbeugenden Verbrechensbekämpfung“, in der Zeit des Nationalsozialismus gegen angeblich drohende „Rassenvergehen“ oder „asoziales Verhalten“. Mit Hilfe des Erkennungsdienstes wurde auch die Verfolgung der Sinti und Roma organisiert.
Karst trat zum 1. Mai 1937 der NSDAP bei (Mitgliedsnummer 5.390.990). In den Akten sind zahlreiche Mitgliedschaften in NS-Organisationen erfasst: in der Nationalsozialistischen Volkswohlfahrt (NSV), dem Reichsbund Deutscher Beamter (RDB), dem Volksbund für das Deutschtum im Ausland (VDA), dem Reichskolonialbund (RKB), dem Bund Deutscher Osten (BDO), dem Reichsluftschutzbund (RLB), der NS-Kulturgemeinde und dem NS-Reichskriegerbund. Karst war nicht Mitglied der SS. Er begründete seine Nichtmitgliedschaft 1941 mit dem Hinweis, aufgrund von Verletzungen im Ersten Weltkrieg „nicht voll SS-fähig“ zu sein.

### Mitwirkung an NS-Verbrechen
Während die Rolle Karsts innerhalb der Wuppertaler Polizei bei der Verfolgung und Ermordung der Sinti und Roma unklar bleibt, ist seine aktive Beteiligung an einem anderen NS-Verbrechen der letzten Kriegswochen nachgewiesen: der Ermordung von 71 Menschen, darunter mindestens vier Zwangsarbeitern in einer Schlucht am Wenzelnberg in Langenfeld (Rheinland) am 13. April 1945. Die Ermordeten waren Gefangene aus verschiedenen Zuchthäusern und Gefängnissen. In Folge eines Befehls von Generalfeldmarschall Walter Model wurden damals wegen politischer Delikte Inhaftierte der Sicherheitspolizei übergeben. Die entsprechenden Gefangenen aus dem Wuppertaler Bereich wurden an einer schon ausgehobenen Grube erschossen.
Karst sagte nach dem Krieg aus, er habe zusammen mit anderen die Opfer zur Sammelstelle geführt. An den Erschießungen selbst habe er sich nicht beteiligt, sondern zum Abschluss lediglich noch beim „Zuschaufeln des Grabes“ mitgewirkt. Sein Mitwirken beim Hinführen der Opfer und später Zuschaufeln sei laut einem Befehl Heinrich Himmlers erzwungen gewesen. Hätte er nicht teilgenommen, wäre er sofort standrechtlich erschossen worden. Einen solchen Befehlsnotstand, so der Historiker Martin Hölzl, gab es nicht. Karst stellte hier eine „reine Schutzbehauptung“ auf. Gleichwohl stellte die Staatsanwaltschaft Wuppertal das Ermittlungsverfahren gegen Karst und andere Beteiligte im Juni 1949 mit Begründung ein, die an der Ermordungsaktion vor Ort Beteiligten hätte sich in einer „Befehlsnotstandssituation“ befunden.

### Nachkriegskarriere
Nach 1945 machte Karst trotz fehlender Qualifikation für den höheren Dienst – er hatte lediglich den Dienstgrad eines Kriminalpolizeimeisters vorzuweisen – Karriere im Führungsbereich der nordrhein-westfälischen Kriminalpolizei. In seinem Entnazifizierungsverfahren wurde er in die Kategorie V „unbelastet“ eingestuft. Als die Kriminalpolizeiämter der Nordrhein-Provinz und Provinz Westfalen zusammengelegt wurde, übernahm Karst den Aufbau und die Leitung der Behörde.
Am 29. Februar 1948 verfügte das nordrhein-westfälische Innenministerium die Neubesetzung der Leitung, die nun Friederich D’heil übernahm. Der offizielle Grund für die Neubesetzung war die nicht ausreichende Qualifikation Karsts. Ob oder inwieweit die vorhergehenden staatsanwaltschaftlichen Ermittlungen eine Rolle für die Absetzung Karsts spielten, ist nicht nachzuweisen. Karst wurde weder entlassen noch suspendiert, sondern blieb bis 1951 Stellvertreter D’heils. Danach leitete er verschiedene Abteilungen, zuletzt die Kriminalgruppe III, die für den Aufgabenbereich überörtliche Verbrechensbekämpfung, Kriminalstatistik und Meldeblatt  zuständig war. Am 1. Oktober 1954 trat er mit dem Dienstgrad eines Kriminaloberkommissars in den Ruhestand. Karst starb am 16. Juni 1973.
Eine im Dezember 2019 vorgestellte Studie des Historikers Martin Hölzl im Auftrag des LKA Nordrhein-Westfalen kam zu dem Ergebnis, dass die ersten vier Direktoren des Landeskriminalamts – neben Friedrich Karst auch seine Nachfolger Friederich D’heil, Oskar Wenzky und Günter Grasner – an NS-Verbrechen beteiligt waren. Landesinnenminister Herbert Reul (CDU) bewertete das Ergebnis folgendermaßen: „Aus heutiger Sicht hätten sie niemals mehr als Polizisten arbeiten dürfen.“